# Movie Review Query Engine
Movie Review Query Engine (MRQE) es una gran base de datos de críticas de cine publicadas en línea. Incluye publicaciones acreditadas. Se puede buscar por título, autor, festivales y American Film Institute. Desde 1993, el sitio está mantenido por Stewart M. Clamen.